# Frank Wykoff
Frank Clifford Wykoff (Des Moines, 29 ottobre 1909 – Altadena, 1º gennaio 1980) è stato un velocista statunitense, vincitore di tre medaglie d'oro olimpiche.

## Biografia

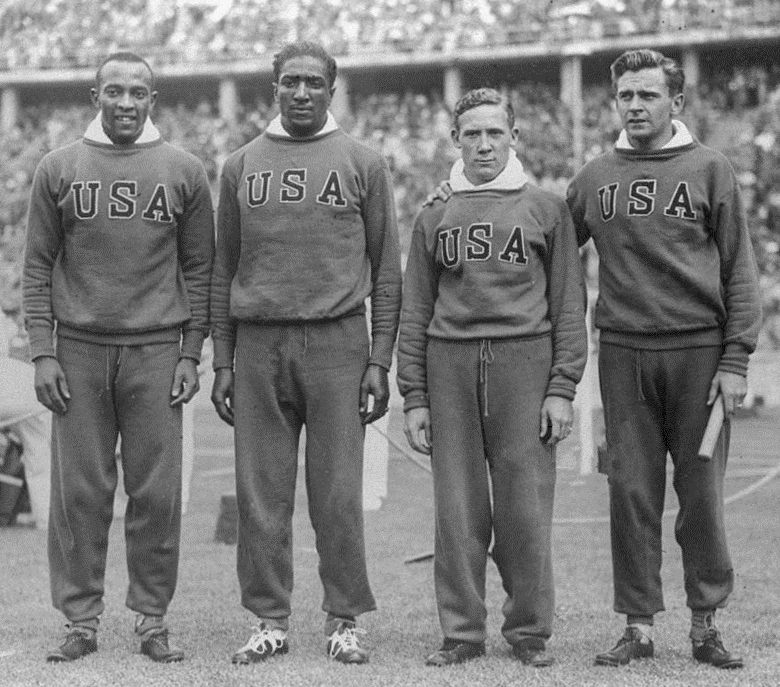
Wycoff (primo da destra) con i compagni della 4×100 ai Giochi olimpici di.

Fu tre volte campione olimpico della staffetta 4×100 metri: ad Amsterdam 1928, con James Quinn, Charles Borah e Henry Russell, a Los Angeles 1932, con Bob Kiesel, Hector Dyer e Emmett Toppino, e a Berlino 1936, con Jesse Owens, Ralph Metcalfe e Foy Draper; in tutti e tre i casi fecero registrare un nuovo record mondiale. Ai Giochi olimpici del 1928 e del 1936 fu anche quarto nella gara dei 100 metri piani.

## Record mondiali
- Staffetta 4×100 metri: 39"8 ( Berlino, 9 agosto 1936), con Jesse Owens, Ralph Metcalfe e Foy Draper (Record detenuto fino al 1º dicembre 1956)

## Palmarès
| Anno | Manifestazione  | Sede        | Evento      | Risultato | Prestazione | Note |
| ---- | --------------- | ----------- | ----------- | --------- | ----------- | ---- |
| 1928 | Giochi olimpici | Amsterdam   | 100 m piani | 4º        | 11"0        |      |
| 1928 | Giochi olimpici | Amsterdam   | 4×100 m     | Oro       | 41"0        |      |
| 1932 | Giochi olimpici | Los Angeles | 4×100 m     | Oro       | 40"0        |      |
| 1936 | Giochi olimpici | Berlino     | 100 m piani | 4º        | 10"6 w      |      |
| 1936 | Giochi olimpici | Berlino     | 4×100 m     | Oro       | 39"8        |      |